# Ned Jarrett
Pour les articles homonymes, voir Jarrett.
Statistiques en NASCAR Cup Series
Dernière mise à jour : 16 décembre 2016 
Ned Jarrett est un pilote américain de NASCAR né le 12 octobre 1932 à Conover, Caroline du Nord.

## Carrière
Il participe à 13 saisons de NASCAR entre 1953 et 1966 et remporte le championnat Grand National en 1961 et 1965. Il totalise 50 victoires et 288 top 10. Père de Dale Jarrett (champion 1999) et de Glenn Jarrett (ancien pilote), il est également commentateur pour ESPN.